# Slanikova golobica
Slanikova golobica (znanstveno ime Russula xerampelina) je gliva iz rodu golobic (Russula).

## Značilnosti
Slanikova golobica ima sprva izbočen nato pa zravnan in na koncu udrt klobuk, ki doseže premer od 5–12 cm. Kožica na klobuku je gladka, vinsko rdeče barve in na obrobju nekoliko svetlejša ter lupljiva. Stare gobe imajo raven in nekoliko nažlebljen rob.
Lističi so bele do svetlo okraste barve, so srednje gosti, široki, pripeti na bet in včasih viličasto razcepljeni.
Bet doseže 4–8 cm v višino in meri v premeru od 1–2 cm. Poln, valjast in vzdolžno gubast bet je karminasto rdeče barve, s še posebej izrazito barvo v dnišču. Na poškodovanih mestih postane rumenkasto rjav.
Meso te vrste golobic je na prerezu belo, na zraku pa kmalu oksidira v rumeno rjavo. Goba ima tipičen vonj po morski hrani, po čemer je dobila slovensko ime.
Kemične reakcije na mesu klobuka:
- železov sulfat: svetlo sivo zelena
- gvajak: modro zelena
- fenol: rdečkasto rjava[1]

## Razširjenost in življenjski prostor
Slanikova golobica je v Sloveniji dokaj redka goba, ki raste pod iglavci ali v mešanem gozdu. Običajno se pojavlja posamezno ali v manjših skupinah od poletja do jeseni. Bolj pogosta je ta vrsta v severnih delih sveta in pogosto sega celo v arktični pas. Na jugu, kjer je bolj redka, pa so jo našli celo v Kostariki.

## Mikroskopske značilnosti
Trosni odtis je okraste barve. Trosi so široko elipsasti in merijo 7,6–10,3 x 6,1–8,3 μm.

## Podobne vrste
- vabljiva golobica (Russula amoena) ima drugačno kemično reakcijo
- cedrova golobica (Russula badia) je strupena, ima vonj po cedrovini in je zelo pekoča
- rdečebetna golobica (Russula rhodopus) ima zelo pekoč okus
- škrlatna golobica (Russula krombholzii) ima bel bet in siveče meso
- češnjeva golobica (Russula sanguinea) nima lupljive kožice in je pekoča

## Uporabnost
Užitna. Kulinarično spada med dobre gobe, primerna pa je za različne jedi in mešanje z drugimi gobami. Starejši primerki imajo lahko dokaj vsiljiv in naprijeten vonj, zaradi česar so bolj priljubljene mlajše gobe.

## Galerija slik
- ilustracija
- klobuk
- bet
- trosi